# Jan Kozák (basketbalista)
Jan Kozák (5. července 1929 Brno – 3. října 2016 Ostrava) byl československý basketbalista a trenér. Byl zařazen na čestné listině mistrů sportu.
Patřil mezi opory basketbalového týmu Zbrojovka Brno a reprezentace Československa, se kterou se zúčastnil dvakrát Olympijských her 1952 a 1960 a dále čtyř Mistrovství Evropy, na nichž získal třikrát stříbrnou medaili a jedno čtvrté místo. Za reprezentaci Československa v letech 1951 až 1961 hrál celkem 115 zápasů, z toho na oficiálních soutěžích FIBA 38 zápasů, v nichž zaznamenal 259 bodů. Na Olympiádě v Londýně byl nejmladším sportovcem československé výpravy, při zahájení OH mu bylo 19 let a 26 dní.
V československé basketbalové lize hrál 16 sezón. S týmy Brna jako hráč byl v letech 1947 až 1954 osmkrát mistrem a jedenkrát vicemistrem Československa, jako trenér získal dva mistrovské tituly s týmy Brna (1990) a Opavy (1997). 
V roce 2001 v anketě o nejlepšího českého basketbalistu dvacátého století skončil na 18. místě. V roce 2006 byl uveden do Síně slávy České basketbalové federace.

## Sportovní kariéra

### Hráč klubů
- 1946–1951 Sokol Brno I. 5× mistr republiky (1947, 1948, 1949, 1950, 1950/1951)
- 1951 Zbrojovka Brno, 1× mistr republiky (1951)
- 1952–1954 Slavia Brno. (PF Brno, Slavia Pedagog Brno) , 2× mistr (1952, 1953), 1× vicemistr republiky (1953/54)
- 1954–1961 Tatran Ostrava, 3. místo (1960), 3× 5. místo (1955–1957), 7. místo (1961), 2× 10. místo (1958, 1959)
- úspěchy:
- 18. místo v anketě o nejlepšího českého basketbalistu dvacátého století
- 1. liga basketbalu Československa – celkem 10 medailových umístění: 8× mistr Československa (1947, 1948, 1949, 1950, 1950/51, 1951, 1952, 1953), 1× vicemistr (1954), 1× 3. místo (1960)

### Hráč reprezentace Československa
Olympijské hry
- 1948 Londýn (7. místo), celkem 51 bodů, 8 zápasů, 3. nejlepší střelec týmu
- 1952 Helsinki (9. místo), celkem 12 bodů, 3 zápasy

Mistrovství Evropy
- 1947 Praha (8 bodů /2 zápasy), 1951 Paříž (100 bodů /8 zápasů), 1953 Moskva (40/8), 1955 Budapešť (42/9)
- na čtyř ME celkem 196 bodů v 27 zápasech
- za Československo v utkáních Olympijských her a Mistrovství Evropy celkem 259 bodů ve 38 zápasech
- úspěchy:
- 3× vicemistr Evropy (1947, 1951, 1955), 4. místo (1953),
- za Československo odehrál celkem 115 reprezentačních zápasů v letech 1947–1957

### Trenér
- 1966–1976 NHKG Ostrava: 3. místo (1971), 4. místo (1975), 3× 5. místo (1970, 1972, 1974), 6. místo (1969), 9. místo (1973), celkem 9 sezon
- 1977–1978 Baník Ostrava (6. místo)
- 1979–1980 Al-Shuhada, Kuvajt
- 1989–1990 Zbrojovka Brno, mistr Československa (1990)
- 1992–1993 BK NH Anes Ostrava, asistent trenéra
- 1995–1997 BK Opava, vítěz 2. ligy (1996), mistr Československa (1997)
- 2003–2004 BK Opava (4. místo)